# Droga wojewódzka nr 435
Droga wojewódzka nr 435 (DW435) – droga wojewódzka o długości ok. 36 km. Droga łączy Opole z DK46 i DW385 w okolicach miejscowości Brzęczkowice.

## Miejscowości leżące przy trasie DW435
- Opole
- Mechnice
- Chróścina
- Wawelno
- Prądy
- Sosnówka
- Niemodlin
- Brzęczkowice